# Ellerslie (Nouvelle-Zélande)

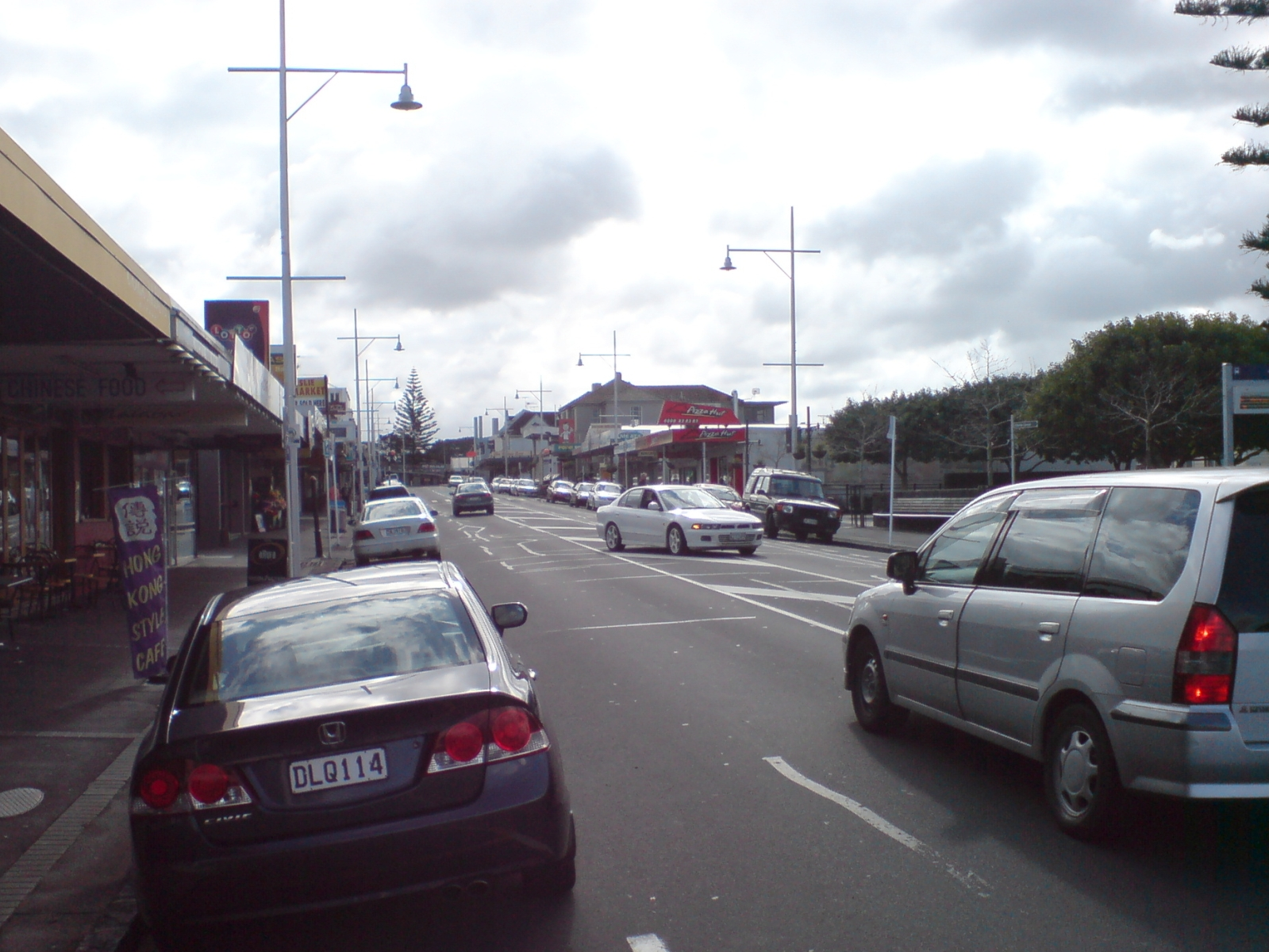
Le centre-ville d’Ellerslie vue de l’est.

Ellerslie est une banlieue de la ville d’Auckland, située dans l’Île du Nord de la Nouvelle-Zélande.

## Situation
C’est un petit centre-ville dynamique avec un important esprit de communauté.
Ellerslie siège à 7 kilomètres vers le sud-est de la cité d’Auckland CBD, tout près de la State Highway 1/S H 1.

### Municipalités limitrophes
C’est le siège de la gare de gare de Ellerslie (en).

## Population
Elle a une population de 8667 habitants lors du recensement de 2013 en Nouvelle-Zélande.

## Gouvernance
Administrativement, au sein du conseil d'Auckland, la banlieue d'Ellerslie forme une partie du Orakei Local Board (en), qui comprend aussi les banlieues de Orākei, Mission Bay, Kohimarama, Saint Heliers, Glendowie, Saint Johns, Meadowbank et Remuera.
Vers l’ouest, Ellerslie est bordée par la zone de One Tree Hill et Cornwall Park (en).
C’est une banlieue largement résidentielle, qui est connu avec raison, comme étant le site du principal lieu de course de chevaux d’Auckland, nommé Ellerslie Racecourse (en), ainsi que le site original du parc d'expositions florals (en). (mais à partir de 2008, le ‘Flower Show’ se déplaça vers Christchurch, dans l’Île du Sud.)

## Histoire

### Développement initial d’Ellerslie
La banlieue fut dénommée par le premier homme politique et entrepreneur Robert Graham (en), d’après le nom de la maison de son père, qui était dans Elderslie (sic) dans le Lancashire, en Angleterre. 
Graham arriva à Auckland en octobre 1842 comme immigrant assisté venant d’Écosse.
En 1848, Graham acheta deux blocs de terre, où, après son mariage avec ‘Sophia Swann’ en 1852, il fit construire « Ellerslie House » une maison de famille .
Adjacente a sa maison était le chemin le long duquel Mrs Graham avait l’habitude de faire du cheval tous les matins et qui est maintenant une rue nommée ‘Ladies Mile’. De nombreuses rues locales portent ainsile nom de membres de la famille Graham >.
En 1873, le chemin de fer venant d’Auckland fut étendu pour atteindre ‘Ellerslie’. 
C’est alors que Graham développa une partie de sa propriété pour en faire le 'jardin zoologique nommé « Ellerslie Zoological »', mais aussi le hippodrome du parc Alexandra (en) et le champ de course d’Ellerslie (en) Le jardin comprend des lits de fleurs, des fontaines, un kiosque à musique, un pavillon de danse et un zoo. Cela fit de Ellerslie un centre réputé de loisirs pour les habitants d’Auckland .
En 1886, la plupart de la ferme de Graham était subdivisée pour des lotissements de maisons ,mais les courses de chevaux se tiennent toujours à Ellerslie depuis 1857, et en 1886, le ‘Racing Club’ a acquis le site permanent de la famille Graham, comprenant le Jardin Zoologique .

## Développement ultérieurs
Les courses de chevaux ont leur propre gare de chemin de fer pour les jours de courses et furent un élément proéminent du secteur d’Ellerslie jusque dans les années 1920 et 1930.
Au-delà de la gare de gare d’Ellerslie (en), un petit centre-ville s’est développé, servant non seulement pour les résidents locaux, mais aussi pour la foule des jours de courses, au fur et à mesure que le XXe siècle a progressé, . 
Au cours du XXe siècle l'environnement rural et les terres libres disparurent et  Ellerslie fut absorbé comme une banlieue de la cité d'Auckland. 
En 1873, Robert Graham vendit à la fois le “champ de cours d'Alexandra Park” et le “champ de course d’Ellerslie” au Auckland Racing Club (en) . 
Le ‘Auckland Jockey Club’ acheta environ 36 hectares (soit 90 acres) en 1872 . 
Aujourd‘hui, le club possède environ 72 hectares (soit 180 acres) et les réunions de courses tiennent régulièrement sur l’hippodrome, incluant le fameux Derby de Nouvelle-Zélande (en) et la coupe d’Auckland (en), qui sont les principales courses lors des  meetings d’été . 
Le terrain de course est aussi le domicile d’un terrain d’entrainement d'un golf de 9 trous avec ‘pitch and putt’. 
Dans les années récentes , l'hippodrome fut aussi associé à des activités diverses comme des présentations de modes et l’ aspect social est devenu aussi important que les courses elles-mêmes.
La construction de la autoroute sud d'Auckland (en) fut l'élément de renforcement de la localisation stratégique déjà en partie créée par le chemin de fer ainsi que l'affaiblissement de la cohésion local de Ellerslie à cause de la division physique du secteur induit par la création de l'autoroute.
L'autorité locale originale était le district de la ville d'Ellerslie établit en 1908. 
L'existence du borough d'Ellerslie fut formellement déclaré le 1er avril 1938.
En 1989, Ellerslie fut amalgamé dans le cadre du conseil de la cité d'Auckland 1;
Le secteur vit une forte croissance de sa population dans les passé récent, augmentant de 32 % pour la partie interne de la zone d'Ellerslie entre l'année  1991 et l'année 2001
Ellerslie est maintenant une banlieue recherchée avec un accès adapté pour le centre de la cité d'Auckland pour ceux qui s'y rendent tous les jours par le biais des trains de banlieue ou par les bus  et l'accès facile à l'autoroute sud qui est proche pour les usagers. 
Son centre-ville est plaisant avec de bon services, gardant le sens de la communauté. 
Les maisons dans le secteurs sont bien planifiées et proches d'un certain nombre de parcs attractifs, tels que la " Michaels Avenue Reserve" et la Waiatarua Reserve (en).

### Bâtiments notables
- 'Christ Church ' – L’église anglicane gothique en bois fut ouverte en 1883 dans ‘Ladies Mile’.

Ses caractères les plus significatifs sont un jeu complet de vitraux donnés à la congrégation par la firme anglaise de ‘Clayton et Bell’.
- Ancien  'Bureau de poste d’’Ellerslie’'  – Le bureau de poste fut conçu en 1909 par John Campbell (en). Il prit comme modèle le bâtiment du bureau de poste de Mount Eden et de Kingsland.

Ce bureau fonctionna là jusqu’à la privatisation de Poste de Nouvelle-Zélande à la fin des années 1980 .
- Ancien  'Southern Cross Picture Theatre'  – Le cinéma fut ouvert en 1925 et représenta un changement excitant dans la socialisation des habitants d’Ellerslie. Mais en 1970, il fut converti en cours de squash [4]
- Ancien '  Office Municipal '  – Le District de la ville d’Ellerslie acheta le terrain au coin de ‘Ramsgate St’ et de ‘Main Highway’ en 1926 pour la construction de son immeuble municipal. Le ‘Ellerslie Borough Council’ était basé dans ces bureaux jusqu’à sa fusion avec ‘Auckland City’ en 1989 [4].
- ' Arborfield ' –

La maison à 2 étages de style italien en bois siège au coin de ‘Ramsgate st' et de ‘Main Highway’ et fut la résidence du Lieutenant. Colonel Charles Dawson (18 e Regiment royal irlandais (en)), Chairman de ‘Mount Wellington Road Board’ et Maître de ‘Pakuranga Hunt’.
- ' Ellerslie War Memorial Hall Community Centre'  – Ce bâtiment fut construit en 1989, après une collecte de fonds par un groupe local et est utilisé comme centre de réalisations artistiques.  Les hommes de Ellerslie, qui furent tués ou blessés durant la Première ou la Deuxième Guerre Mondiale sont honorés dans le foyer du ‘War Memorial Hall’ [4].

### Parcs et réserves
Le ' Domaine d’Ellerslie  ' – Le Domain d’Ellerslie est localisé au centre de Ellerslie et offre des installations sportives pour le tennis et le rugby.
Plusieurs associations sportives utilisent le domaine pour leurs entraînements, comprenant les Ellerslie Eagles (en) qui sont en compètitions dans la Auckland Rugby League (en).
' Michaels Avenue Reserve ' – La réserve de Michaels Avenue Reserve est un énorme espace vert ouvert, utilisé pour des activités de sports et de loisirs. 
La réserve a un intéressant panel de plantes et de vie sauvage avec un espace de marais, qui est présent au niveau de son coin nord. 
La réserve a une aire de jeux pour les enfants et un terrain pour le cricket et le football
Le Centre de loisirs d’Ellerslie est situé dans la réserve, avec un gymnase, qui abrite divers sports en intérieur.
' Celtic Crescent Reserve'  - Cette réserve est centrée sur les enfants, qui peuvent jouer dans un terrain d’aventure. 
La communauté plus large peut profiter de loisirs passifs et actifs.

## Éducation
Les principales écoles secondaires desservant la population locale sont le collège de One Tree hill (en), St Peter's College, Michael Park School, et Baradene College of the Sacred Heart (en). 
Toutefois, parmi ces écoles, seul ‘Michael Park School’ est localisé dans la ville d’Ellerslie elle-même.

## Bibliothèques
Les résidents et les imposables d’Ellerslie sont membres à titre gratuit des bibliothèques de toute la ville qui sont en fait des  branches de la bibliothèque d’Auckland,  mais Il n’y a pas de branche vraiment localisée dans la banlieue d’Ellerslie, et les bibliothèques publiques les plus proches sont la bibliothèque Remuera et celle de Panmure. 
La ‘Ellerslie Toy Library’ dans ‘Leicester Hall’ est une branche de la, qui repose sur la participation de ses membres et des donations pour fonctionner.